# Château de Beaurepaire (Martinvast)
Le château de Beaurepaire ou château de Martinvast est une demeure, du XVIe siècle (1579-1581), en grande partie reconstruite entre 1820 et 1840 dans un style néogothique, qui se dresse sur le territoire de la commune française de Martinvast, dans le nord du département de la Manche, en région Normandie.
Le domaine de Beaurepaire est partiellement inscrit au titre des monuments historiques.

## Localisation
Le château est situé, à 800 mètres au sud-est de l'église Notre-Dame de Martinvast, dans le département français de la Manche.

## Historique
Sur le site de l'actuel château se dressait l'antique château féodal de la famille de Martinvast, centre de la seigneurie éponyme, qui fut ruiné, en 1398, lors de la guerre de Cent Ans. Un aveu du 11 décembre 1398 de Colin Basan pour « la vavassorerie de Beaurepie en Martinvast où il a manoir à motte qui fut abattue par le fait de la guerre de ce pais ». Un autre aveu de 1607 signale au fief de Beaurepaire un manoir et maison sur motte. Aucune trace de motte ne subsiste aujourd'hui sur l'emplacement du château actuel.
Au XVe – XVIe siècle, la famille de Beaurepaire du Moncel entre en possession de la terre de Martinvast. Un logis Renaissance est reconstruit entre 1579 et 1581, par Berthole du Moncel, qui conserva le donjon circulaire du XIVe siècle entouré de douves et de marécages. Jacques du Moncel dans un aveu du 2 août 1616 est qualifié de seigneur de Beaurepaire.
Jean-François du Moncel (Angoville-en-Saire, 1729 - 1809), maréchal des camps et armées du roi Louis XVI qui émigrera, décèdera au château de Martinvast en 1809.
L'impératrice Marie-Louise y est reçue deux fois, le 29 mai 1811 et le 27 août 1813 par le comte Alexandre du Moncel, pair de France en 1846 et qui terminera sa carrière militaire avec le grade de général de brigade.
Le comte, qui a hérité du domaine en 1820, entreprend alors sa restauration, et ce jusqu'en 1861, date de sa mort au château. Il remblaie les douves, draine le terrain, supprime les étangs et bâti quatre tours supprimant les restes du vieux château mais conserve le donjon, aménage le parc, qui passe de 156 hectares à plus de 500 hectares avec de nombreux bois, dont « le bois du Mont du Roc », crée un jardin à l'anglaise et implante sur le domaine une exploitation agricole moderne employant une centaine de personnes avec de nombreux bâtiments : moulins, huileries, pressoir, boulangerie, etc. En 1850, le gouvernement y créera une ferme-école dont elle confie la direction à du Moncel.
En 1861 son fils, Théodose du Moncel, hérite du domaine ; la comtesse du Moncel le vendra en 1867 à l'épouse du baron Arthur de Schickler (1828-1919), banquier du roi de Prusse.
Ce dernier le fait agrandir dans un « style gothique aux accents victoriens » par l'architecte britannique William Henry White (1838-1896).
Les plans du nouveau château sont exposés au salon des Beaux-Arts en 1867 et 1869. Schickler y établit des serres, et un haras édifié par Charles Letrosne.
Les massifs floraux du parc, composé d'essences rares et de cascades, sont dessinés par Levy-Dhurmer afin d'embellir le grand parc paysager aménagé par le général-comte du Moncel, sous la Restauration.
La fille d'Arthur de Schickler, Marguerite de Schickler (1870-1956), épouse du  comte Hubert de Pourtalès, en hérite. Le pavillon Renaissance est reconstruit, mais pas la galerie doublant l'aile Renaissance et évoquant les abbayes médiévales, ni la salle à manger, dont le manteau en demi-lune de la cheminée a conservé un décor sculpté dessiné par White, L'Arche de Noé.
Durant la Seconde Guerre mondiale, le château est occupé par des officiers supérieurs allemands. L'aile gauche du XVIe siècle est détruite par un incendie à la suite d'un bombardement britannique le 16 janvier 1944 avec des bombes au phosphore, puis en mai 1944 un bombardement américain touche la ferme et les granges.
Le petit-fils d'Hubert de Pourtalès, le comte Christian de Pourtalès-Schickler (1928-2018), restaurera l'aile gauche détruite, et construira une galerie de liaison reliant cette aile avec les parties intactes du château.

## Description
La tour circulaire du XVe siècle, et le petit bâtiment qui lui est accolé en sont les éléments les plus anciens.
Sur l'emplacement de l'édifice de 1581, la demeure est reconstruite dans un style médiéval dans la seconde partie du XIXe siècle. Cet ensemble de style Second Empire, témoigne, selon Norbert Girard, de l'école de Viollet-le-Duc.
L'intérieur est réaménagé dans un style gothico-victorien assez lourd par l'architecte anglais William Henry White pour le baron de Schickler.

## Le parc

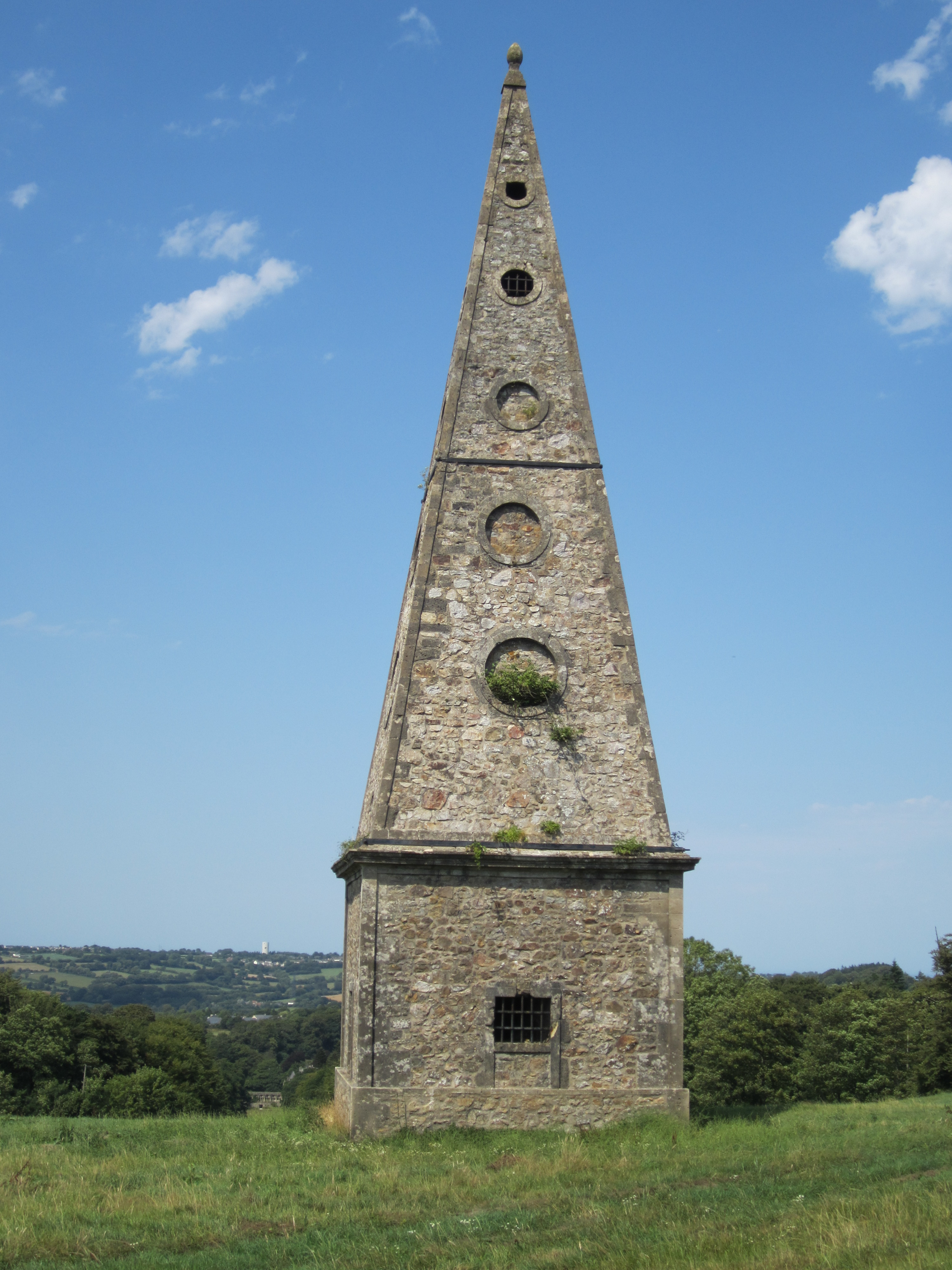
L'obélisque d'Hardinvast.

Le parc anglais d'une superficie de cent hectares, aménagé, vers 1820, sous la Restauration, par le comte Alexandre du Moncel, comporte bois, prairies, étangs, cascade, des sculptures (deux lions soutenant deux colonnes torses en marbre de Vérone, une statue de femme en marbre de Gaetano Motelli) et des fabriques dont un obélisque (« haute folie ») du XVIIIe siècle, probablement ériger par Alexandre du Moncel, sur une hauteur à la limite avec Hardinvast, au bout d'une avenue menant au château. Il s'agit d'une tour de plusieurs mètres de hauteur avec une toiture très pointue percée sur chaque face de cinq oculi, et à laquelle on accède par un escalier intérieur.
Le parc paysager fut complété et enrichi d'essences exotiques par le baron de Schickler. De somptueux massifs d'arbustes à fleurs, rhododendrons, camellias et hortensias, poussent à l'abri des conifères exotiques du parc qui fut visité notamment par l'impératrice Marie-Louise, l'impératrice Joséphine, l'impératrice Eugénie, la reine Victoria, l'empereur Pedro Ier du Brésil, etc..

## Protection
Au titre des monuments historiques :
- les façades et toitures du château sont inscrites par arrêté du 27 avril 1976 ;
- les façades et toitures de l'ensemble des bâtiments, à l'exclusion des bâtiments contemporains ; l'obélisque ; le moulin à vent ; les murs d'enceinte avec leurs piliers et grilles ; le potager avec ses serres et ses murs et le parc avec l'ensemble de ses aménagements paysagers et hydrauliques sont inscrits par arrêté du 28 décembre 1992.

## Lieu de tournage
En juillet 1922, quelques scènes du long-métrage muet La dame de Monsoreau du réalisateur normand, René Le Somptier, seront tournées au château. Le gros du tournage ayant lieu au château de Nacqueville.